# Брюшин, Василий Дмитриевич
Василий Дмитриевич Брюшин (1919, Дмитриевское, Таганрогский округ, Украинская ССР — дата смерти неизвестна, Санкт-Петербург) — советский футболист, защитник, футбольный тренер.

## Биография
В соревнованиях мастеров дебютировал 30 июля 1944 года в составе клуба «Стахановец» (Сталино) в матче Кубка СССР против московского «Динамо-2» (1:5), в котором забил единственный гол своей команды. В 1945—1946 годах играл в составе своего клуба, переименованного в «Шахтёр», в классе «Б». В 1947 году выступал за дубль киевского «Динамо». В 1948 году вернулся в «Шахтёр» и со временем стал его капитаном. В 1949—1950 годах провёл 61 матч в классе «А», дебютный матч на высшем уровне сыграл 17 апреля 1949 года против московского «Локомотива». В конце сезона 1950 года тренер Виктор Новиков отчислил Брюшина из «Шахтёра» за нарушение режима.
В 1951—1952 годах футболист играл за сталинградский «Трактор», после чего завершил карьеру.
На рубеже 1950-х и 1960-х годов возглавлял команды КФК Ленинградской области — «Труд» (Сланцы) и «Металлург» (Волхов). В 1963 году возглавлял криворожский «Горняк» (позднее — «Кривбасс»), в 1964—1965 годах работал в тренерском штабе клуба, а во второй половине 1966 года снова стал главным тренером. В 1967 году возглавлял клуб «Калитва», на следующий год тренировал «Прометей» (Днепродзержинск).